# Porro di Cervere
Il porro di Cervere è una cultivar di porro coltivata nell'omonimo comune.

## Storia

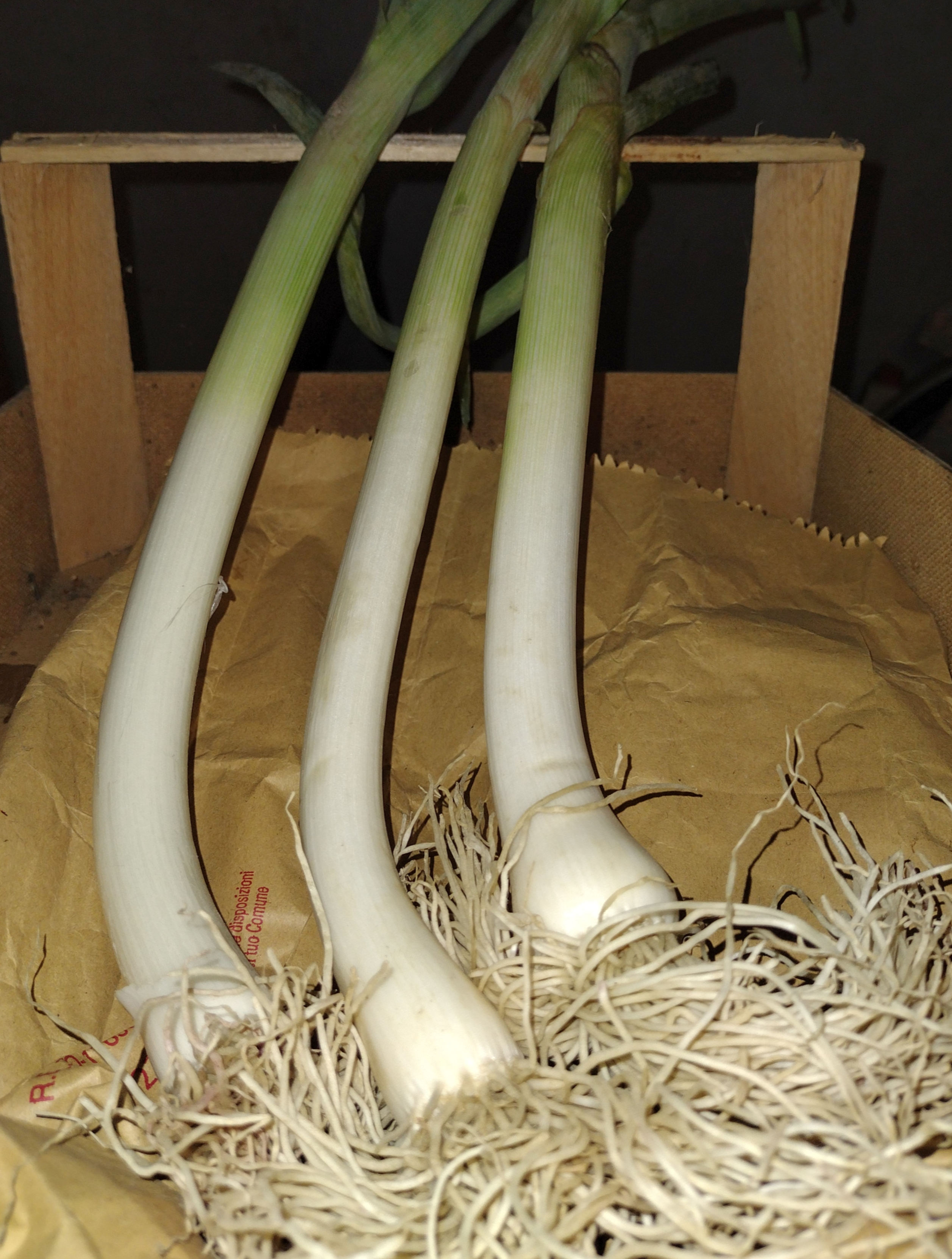
Tre porri in cassetta

Il “porro di Cervere” è stato selezionato grazie ad una lunga opera di selezione massale. Tale selezione ha operato a partire da sementi locali della tipologia “porro lungo d’inverno“ e rappresenta più del 60 % della produzione totale di porri del Piemonte..

## Caratteristiche
Questa varietà di porro appartiene alla tipologia "lunga"; la parte bianca della pianta raggiunge i 60 cm, ed è sormontata da un fascio di foglie di colore verde più o meno intenso, che prima della commercializzazione vengono in genere recise. Le piante vengono legate tra loro in grossi fasci del peso com'preso tra i 4 e i 10 kg. Il sapore è gradevole e il prodotto può venire conservato piuttosto a lungo in locali freschi e bui oppure lasciato nel terreno e raccolto in modo scalare, in modo da poter rifornire al mercato di riferimento per parecchio tempo.

## Coltivazione

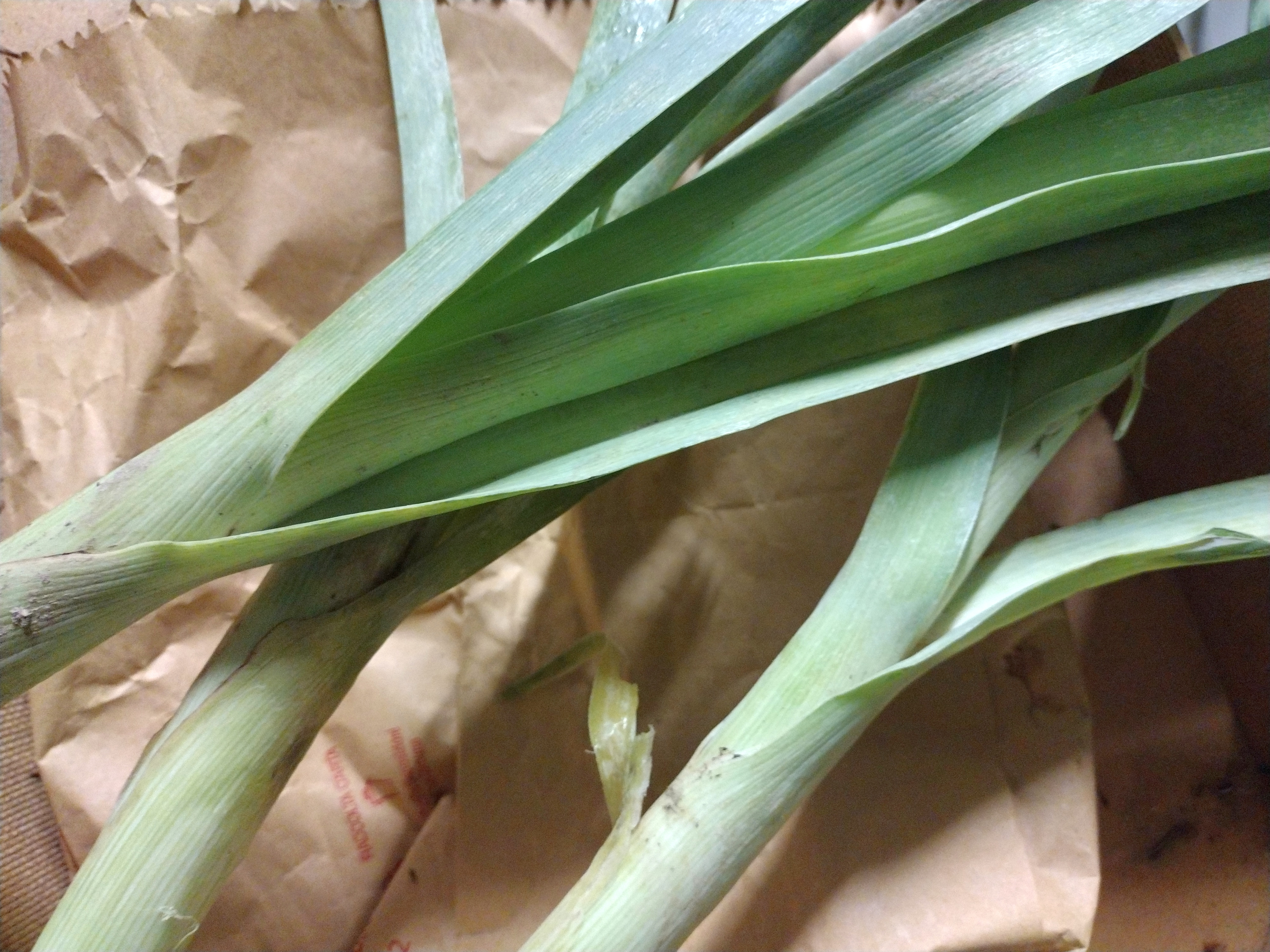
Dettaglio della foglia

La produzione del porro di Cervere avviene partendo da seme ed utilizzando tecniche tradizionali tramandate di generazione in generazione. Il terreno lievemente sabbioso e ben drenato della zona facilita l'ottenimento di un prodotto ottimale. Le piantine si coltivano in pieno campo in file distanziate tra loro di circa un metro. L'imbianchimento avviene rincalzando ripetutamente i porri, e la maturazione si completa in genere nella seconda metà di ottobre. La raccolta può però essere scalata e protrarsi durante l'inverno. Varie tra le pratiche colturali sono tuttora svolte manualmente, ed il prodotto finale è caratterizzato quindi da un prezzo relativamente elevato.

## Tutela

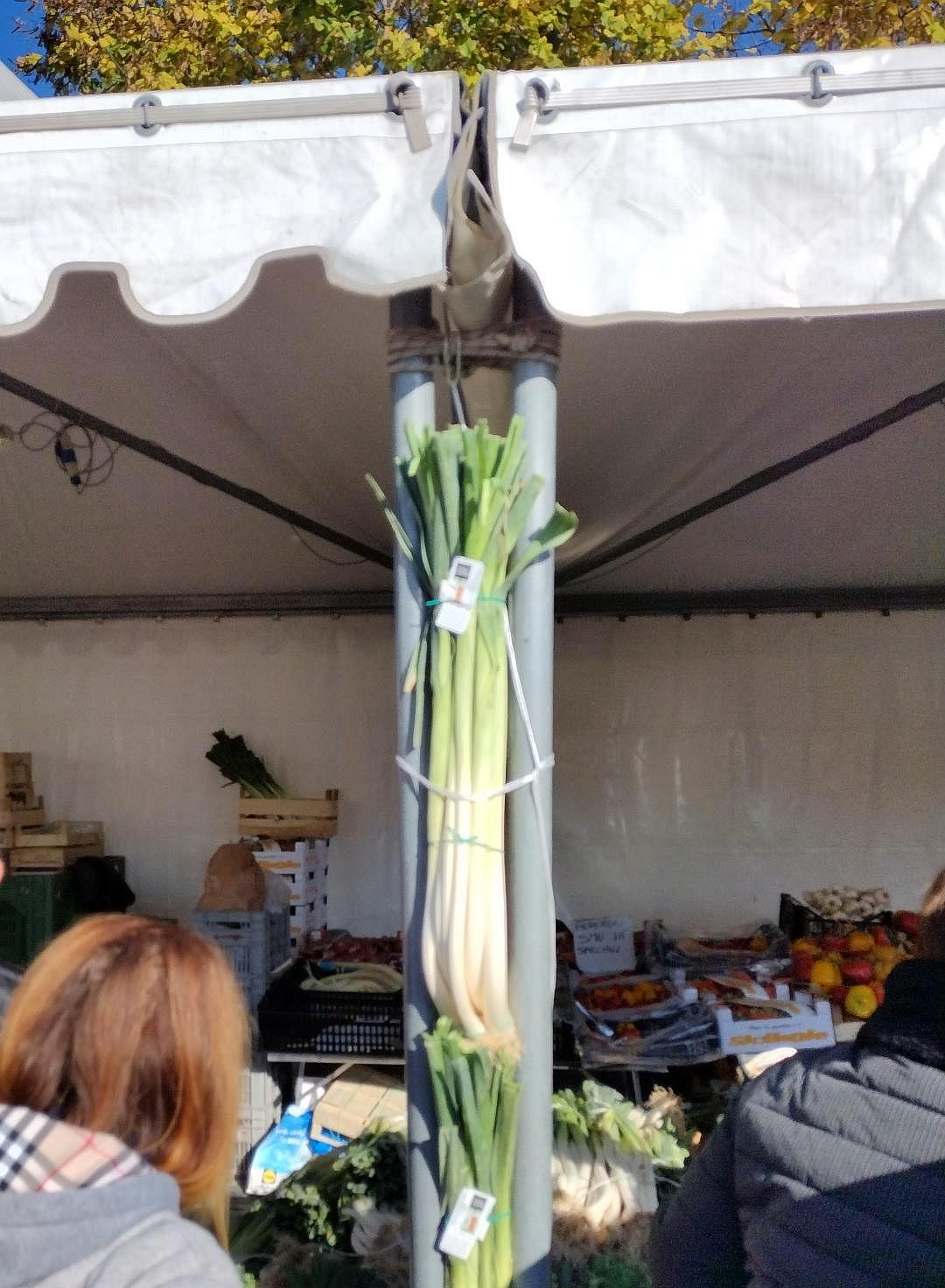
Un fascio di porri di Cervere esposti ad una fiera enogastronomica

Il porro di Cervere è incluso dal Ministero delle politiche agricole alimentari e forestali tra i prodotti agroalimentari tradizionali italiani del Piemonte.
A partire dal 1996 la sua produzione viene promossa e valorizzata dal Consorzio per la tutela e valorizzazione del Porro Cervere